# 第一次戦後派作家
第一次戦後派作家（だいいちじせんごはさっか）は1946年、1947年に日本文学の分野に現れた新人を日本の近現代文学史上一つの世代として括る総称であるが、必ずしも文学的業績や志向と一致した範疇化とはいえない。ただ、小沢清や熱田五郎などの労働者作家は含まないのが通例である。
傾向としては野間宏、梅崎春生、椎名麟三らに代表される戦争文学としての方向性と、中村真一郎、福永武彦らに代表されるマチネ・ポエティクの20世紀小説的な手法を用いた実験小説としての方向性があるが、第一次戦後派の小説の傾向を論じる場合、通常は前者を指し、戦争体験の与えた文学的意味について論じられることが多い。後者のグループは、加藤周一が戦時中の若者を「星菫派」といって批判したことから来る、いわゆる「星菫派論争」との関係で、戦後派作家の中には含めないこともある。

## 主な作家
- 野間宏（1915年生まれ）
- 武田泰淳（1912年生まれ）
- 埴谷雄高（1909年生まれ）
- 梅崎春生（1915年生まれ）
- 椎名麟三（1911年生まれ）
- 花田清輝（1909年生まれ、評論家）
- 加藤周一（1919年生まれ、評論家。戦後派に含めないこともある）
- 中村真一郎（1918年生まれ。戦後派に含めないこともある）
- 福永武彦（1918年生まれ。戦後派に含めないこともある）